# Zona rossa del Vesuvio
La zona rossa del Vesuvio, suddivisa in zona rossa 1 e zona rossa 2, comprende i comuni della città metropolitana di Napoli (oltre Scafati in provincia di Salerno), che si trovano a ridosso o ai limiti del Vesuvio: questi comuni vengono considerati a rischio in caso di eruzione vulcanica.

## Descrizione
La zona a maggiore pericolosità vulcanica è quella scientificamente delimitata dalla linea Gurioli, perché oltre ad altre fenomenologie (lava, lahar, bombe, pioggia piroclastiti, ecc.), questo settore può essere invaso dai flussi piroclastici. Prudenzialmente tale perimetro ad alto rischio è stato ampliato utilizzando cautelativamente anche i confini amministrativi della precedente e più estesa vecchia zona rossa: la definizione attuale è di zona rossa1.
La zona rossa 2  è anch'essa a rischio vulcanico, perché statisticamente è quella che in caso di eruzione potrebbe essere soggetta a una consistente pioggia di cenere e lapilli con susseguenti depositi di materiale piroclastico sui solai di copertura che potrebbero cedere per il troppo peso. La sopravvivenza in questa zona sarebbe altresì resa problematica per le difficoltà alla respirazione e per l'irritazione agli occhi e alla gola dovuti al materiale sottile in sospensione nell'aria. Inoltre, il settore sarebbe interessato da  oscurità e difficoltà nell'utilizzare i veicoli per l'impraticabilità delle strade e per lo spegnimento dei motori determinato dall'intasamento dei filtri. Problemi anche nei collegamenti radio telefonici.
I pericoli maggiori li correrebbero i territori posti sottovento rispetto al Vesuvio, ancorché ubicati lungo la linea dei venti dominanti che soffiano in quel momento. Statisticamente le correnti spirano prevalentemente verso est: da qui l'asimmetria della zona rossa in quella direzione.
L'11 gennaio 2013,  la protezione civile ha diffuso la nuova perimetrazione della zona rossa, ridefinendola poi nel 2014, per un totale di 25 comuni. Ai 18 comuni della precedente zona rossa, sono stati aggiunti totalmente o parzialmente i comuni di Nola, Palma Campania, Poggiomarino, San Gennaro Vesuviano, Scafati, la Masseria Cutinelli enclave di Pomigliano d'Arco, circondata dal comune di Sant'Anastasia, infine la Sesta Municipalità di Napoli, composta dai quartieri (parte) di Barra, San Giovanni a Teduccio e Ponticelli, che il vecchio piano di emergenza collocava nella zona gialla.

## Comuni a rischio
A causa dell'elevata urbanizzazione sviluppatasi dal dopoguerra in poi nell'area di base e nella parte pedemontana del Vesuvio, il vulcano napoletano oramai caratterizza un territorio considerato ad alto rischio vulcanico, con circa 700.000 abitanti esposti a tale pericolo. L'antropizzazione è tale da poter definire il Vesuvio come il vulcano più temibile del mondo. La fascia territoriale della zona a rischio riguarda 25 comuni (cifra comprendente l'exclave di Pomigliano D'Arco circondato dal territorio comunale di Sant'Anastasia) elencati nella tabella sottostante. E' importante ricordare che nella zona rossa 1 vige il divieto di edificare nel senso residenziale, grazie alla legge regionale Campania n° 21 del 2003. Con questi disposti anti cemento, si è tentato, in nome della prevenzione, di mettere un freno ad ulteriori insediamenti abitativi in una zona dichiarata dallo stesso Stato come ad alta pericolosità vulcanica.
La zona rossa è soggetta a un piano nazionale d'emergenza, che dovrà essere integrato quanto prima da un valido piano di evacuazione che comporti il veloce allontanamento della popolazione vesuviana dalla zona rossa prima dell'eruzione. Il piano di evacuazione già stilato in larga parte, in qualche misura dovrà essere testato per verificarne la validità operativa. In caso di allarme vulcanico, è previsto che le regioni italiane (ad eccezione della Campania), accoglierebbero gli abitanti sfollati dai comuni vesuviani. Inoltre, in caso di eruzione, alcune fenomenologie vulcaniche come gli alluvionamenti e la ricaduta dei prodotti piroclastici, potrebbero originare altrettante zone pericolose come quella "blu" che interessa la depressione nolana, e quella "gialla" che travalica per ampio raggio la zona rossa soprattutto verso est.

### Piano di evacuazione
Il piano di evacuazione a fronte del rischio Vesuvio, è in corso di aggiornamento da parte dei 25 comuni del vesuviano inseriti in zona rossa 1 e 2. Il documento deve avere necessariamente una regia dipartimentale (Dipartimento Protezione Civile) e regionale, perché le vie di esodo devono essere individuate tenendo conto di tutte le esigenze dei comuni e non devono essere conflittuali le une alle altre. Questo piano a tratti aritmetico, è stato oggetto di moltissime polemiche, e, quando sarà completato in tutte le sue parti e portato a conoscenza a tutti i cittadini del vesuviano e poi testato, si congloberà al piano di emergenza, diventando una realtà operativa fondamentale per la sicurezza delle popolazioni esposte al rischio eruttivo.
Le fasi operative del piano di emergenza sono rapportate ai livelli di allerta vulcanica stabiliti dalla commissione grandi rischi sentito i centri di competenza come ad esempio  l'Osservatorio Vesuviano. La condizione di fase - attenzione - può essere sancita direttamente dal capo dipartimento della protezione civile, mentre il pre-allarme e l'allarme vulcanico dovranno in caso di necessità, essere dichiarati dal presidente del consiglio dei ministri, sentito il presidente della Regione Campania. Il passaggio da un livello di allerta all'altro, non ha tempi precisi. I livelli di allerta vulcanica introducono altrettante fasi operative.
Le strategie del piano di emergenza Vesuvio, comprendono all'occorrenza l'allontanamento spontaneo della popolazione già durante la fase di pre-allarme. In caso di allarme invece, la popolazione e a seguire i soccorritori, devono obbligatoriamente lasciare la zona rossa nel minor tempo possibile. Per completezza informativa, occorre dire che il piano di emergenza e quindi di evacuazione è tarato su un evento eruttivo di bassa - media intensità (sub pliniano) e non su quello massimo conosciuto (pliniano)  giudicato dagli scienziati evento poco probabile.
I comuni della zona rossa Vesuvio sono 25, per un totale di circa 700.000 abitanti e circa 380.000 veicoli. Qualora dovesse rendersi necessario la proclamazione dello stato di allarme, le autorità regionali campane hanno calcolato in 72 ore il tempo necessario per allontanare l'intera popolazione a rischio secondo questo crono programma: 12 ore per organizzarsi; 48 per allontanare popolazione e soccorritori dalla zona rossa, e le rimanenti 12 ore rappresenterebbero un margine di sicurezza per gli imprevisti. Nell'attualità alcuni comuni della zona rossa Vesuvio hanno firmato protocolli d'intesa con un'associazione dedicata, per una possibile evacuazione nelle zone interne campane soggette da tempo a un notevole spopolamento. Iniziativa piuttosto teorica e non pratica, almeno fino a quando i motivi dello spopolamento non saranno superati.
In basso la tabella ad oggetto comuni e gemellaggi.  Rispetto al numero totale di abitanti sotto riportati, si tenga presente che il comune di Nola ha solo una piccola porzione di territorio in zona rossa 1 (2.040 ab.). Lo stesso dicasi per i tre quartieri della sesta circoscrizione di Napoli, che  rientrano solo parzialmente nel settore da evacuare in caso di allarme vulcanico, per un totale di 38.401 residenti su 112.765. L'exclave di Pomigliano D'Arco conta invece 237 abitanti.
| Stemma | Comune                       | Area    | Popolazione (ab)      | Superficie (km²) | Regione gemellata     |
| ------ | ---------------------------- | ------- | --------------------- | ---------------- | --------------------- |
|        | Nola                         | Napoli  | 2.040 su 33.631       | 39               | Valle d'Aosta         |
|        | Pomigliano d'Arco            | Napoli  | 237 su 39.688         | 11,71            | Veneto                |
|        | Somma Vesuviana              | Napoli  | 33.655                | 30,74            | Lombardia             |
|        | Torre del Greco              | Napoli  | 80.440                | 30,66            | Lombardia             |
|        | Terzigno                     | Napoli  | 17.224                | 23               | Abruzzo               |
|        | Palma Campania               | Napoli  | 16.229                | 20,8             | Friuli-Venezia Giulia |
|        | Ottaviano                    | Napoli  | 23.125                | 19,85            | Lazio                 |
|        | Ercolano                     | Napoli  | 50.067                | 19,64            | Emilia-Romagna        |
|        | Sesta Municipalità di Napoli | Napoli  | 38.401 su 112.765 ab. | 19,28            | Lazio                 |
|        | Sant'Anastasia               | Napoli  | 26.172                | 18,76            | Veneto                |
|        | San Giuseppe Vesuviano       | Napoli  | 30.119                | 14               | Veneto                |
|        | Poggiomarino                 | Napoli  | 22.240                | 13,28            | Marche                |
|        | Pompei                       | Napoli  | 23.898                | 12,4             | Sardegna              |
|        | Boscoreale                   | Napoli  | 25.948                | 11,28            | Calabria              |
|        | Pollena Trocchia             | Napoli  | 12.743                | 8,11             | Trentino-Alto Adige   |
|        | Torre Annunziata             | Napoli  | 40.105                | 7,33             | Puglia                |
|        | Boscotrecase                 | Napoli  | 9.784                 | 7                | Basilicata            |
|        | San Gennaro Vesuviano        | Napoli  | 12.013                | 6,97             | Umbria                |
|        | Trecase                      | Napoli  | 8.529                 | 6,14             | Sicilia               |
|        | Portici                      | Napoli  | 52.038                | 4,52             | Piemonte              |
|        | San Giorgio a Cremano        | Napoli  | 42.435                | 4,11             | Toscana               |
|        | Cercola                      | Napoli  | 16.943                | 3                | Liguria               |
|        | Massa di Somma               | Napoli  | 4.995                 | 3,03             | Molise                |
|        | San Sebastiano al Vesuvio    | Napoli  | 8.663                 | 2                | Puglia                |
|        | Scafati                      | Salerno | 48.002                | 19,69            | Sicilia               |
|        |                              |         | 646.046 su 791.452    | 345              |                       |